# Ниммкюла (Ноароотсі)
Ни́ммкюла  (ест. Nõmmküla) — колишнє село в Естонії, на момент ліквідації у волості Ноароотсі (нині територія волості Ляене-Ніґула) повіту Ляенемаа.

## Населення
Чисельність населення в 1989 році становила 81 особа.

## Історія
1998 року село Ниммкюла було ліквідовано після його поділу на села Суур-Ниммкюла («Велике Ниммкюла») та Вяйке-Ниммкюла («Мале Ниммкюла»).